# Список князей Московских
Список князей Московских охватывает период с 1263 по 1547 год (а фактически до смерти Ивана IV Грозного в 1584 году).
Указаны более ранние кратковременные и во многом спорные случаи выделения Московского княжества из состава Великого княжества Владимирского. Поскольку начало указанного периода ознаменовано борьбой Московского княжества за возвышение над Великим княжеством Владимирским, основной список дополнен вспомогательным списком владимирских князей этого времени.

## Список
До 1261 года информация о московских князьях отрывочна. Известно, что в 1238 году московским князем был Владимир Юрьевич, сын великого князя Владимирского Юрия Всеволодовича, погибший во время захвата Москвы при Батыевом нашествии. В 1246—1248 годах московским князем был Михаил Ярославич Хоробрит, который погиб в бою в битве на Протве зимой 1248 года. 
| В 1263 г. по завещанию Александра Невского (Великого князя Владимирского в 1252—1263 гг.) Москва была передана в удел его младшему сыну — Даниилу Александровичу. |                                                 |                   |                                       |                                                 |                                                 |                                                 |
| Князья Московские | Князья Московские                               | Князья Московские | Князья Московские                     | Великие князья Владимирские                     | Великие князья Владимирские                     | Великие князья Владимирские                     |
| Имя | Портрет                                         | Годы жизни        | Годы правления                        | Годы правления                                  | Имя                                             | Годы жизни                                      |
| Даниил Александрович |                                                 | 1261—1303         | 1263—1303                             |                                                 |                                                 |                                                 |
| Даниил Александрович | 1263—1272                                       | 1261—1303         | 1263—1303                             | Ярослав Ярославич                               | 1230—1272                                       |                                                 |
| Даниил Александрович | 1272—1276                                       | 1261—1303         | 1263—1303                             | Василий Ярославич                               | 1241—1276                                       |                                                 |
| Даниил Александрович | 1276—1281                                       | 1261—1303         | 1263—1303                             | Дмитрий Александрович Переяславский             | 1250—1294                                       |                                                 |
| Даниил Александрович | 1281—1284                                       | 1261—1303         | 1263—1303                             | Андрей Александрович Городецкий                 | ок. 1255—1304                                   |                                                 |
| Даниил Александрович | 1284—1294                                       | 1261—1303         | 1263—1303                             | Дмитрий Александрович Переяславский (повторно)  |                                                 |                                                 |
| Даниил Александрович | 1294—1304                                       | 1261—1303         | 1263—1303                             | Андрей Александрович Городецкий (повторно)      |                                                 |                                                 |
| Юрий Даниилович |                                                 | 1281—1325         | 1303—1325                             | 1304—1318                                       | Михаил Ярославич Тверской                       | 1271—1318                                       |
| Юрий Даниилович | ←→ он же 1319—1322 (Великий князь Владимирский) | 1281—1325         |                                       |                                                 |                                                 |                                                 |
| Юрий Даниилович | кн. Новгородский 1322—1325                      | 1281—1325         | 1322—1326                             | Дмитрий Михайлович Грозные Очи                  | 1299—1326                                       |                                                 |
| Иван I Данилович Калита |                                                 | 1288—1340         | 1325—1340 кн. Новгородский, 1328—1337 |                                                 |                                                 |                                                 |
| Иван I Данилович Калита | 1326—1327                                       | 1288—1340         | 1325—1340 кн. Новгородский, 1328—1337 | Александр Михайлович Тверской                   | 1301—1339                                       |                                                 |
| Иван I Данилович Калита | 1328—1331                                       | 1288—1340         | 1325—1340 кн. Новгородский, 1328—1337 | Александр Васильевич                            | ?—1331                                          |                                                 |
| Иван I Данилович Калита | ←→ он же 1331—1340 (Великий князь Владимирский) | 1288—1340         | 1325—1340 кн. Новгородский, 1328—1337 |                                                 |                                                 |                                                 |
| Симеон Иванович Гордый |                                                 | 1317—1353         | 1340—1353 кн. Новгородский 1346—1353  | ←→ он же 1340—1353 (Великий князь Владимирский) | ←→ он же 1340—1353 (Великий князь Владимирский) | ←→ он же 1340—1353 (Великий князь Владимирский) |
| Иван II Иванович Красный |                                                 | 1326—1359         | 1353—1359 кн. Новгородский 1355—1359  | ←→ он же 1353—1359 (Великий князь Владимирский) | ←→ он же 1353—1359 (Великий князь Владимирский) | ←→ он же 1353—1359 (Великий князь Владимирский) |
| Дмитрий Иванович Донской |                                                 | 1350—1389         | 1359—1389                             |                                                 |                                                 |                                                 |
| Дмитрий Иванович Донской | 1360—1363                                       | 1350—1389         | 1359—1389                             | Дмитрий Константинович Суздальский              | 1322—1383                                       |                                                 |
| Дмитрий Иванович Донской | ←→ он же 1363—1389 (Великий князь Владимирский) | 1350—1389         | 1359—1389                             |                                                 |                                                 |                                                 |

| В 1389 году Василий I принял великое княжение по завещанию своего отца — Дмитрия Донского, как «свою отчину». Тем не менее в великокняжеском титуле Владимир упоминался по-прежнему раньше Москвы («Великий князь владимирский и московский»), поэтому заголовок списка в некоторой мере условен. |         |                 |                | |
| Великие князья Московские |         |                 |                | |
| Имя | Портрет | Годы жизни      | Годы правления | Примечания |
| Василий I Дмитриевич |         | 1371—1425       | 1389—1425      | |
| Василий II Васильевич Тёмный |         | 1415—1462       | 1425—1433      | 1) За смертью Василия I в 1425 г. последовала междоусобная война 1425—1453 гг.. Великокняжеский престол несколько раз переходил из рук в руки. 2) 1432 г. — церемония восшествия на великокняжеский престол Василия II впервые произошла в Москве, а не во Владимире. |
| Юрий Дмитриевич |         | 1374—1434       | 1433           | сын Дмитрия Донского, дядя Василия II |
| Василий II Васильевич Тёмный (повторно) |         | 1415—1462       | 1433—1434      | |
| Юрий Дмитриевич (повторно) |         | 1374—1434       | 1434           | |
| Василий Юрьевич Косой |         | нач. XV в.—1448 | 1434           | |
| Василий II Васильевич Тёмный (повторно) |         | 1415—1462       | 1434—1445      | |
| Дмитрий Юрьевич Шемяка |         | нач. XV в.—1453 | 1445           | сын Юрия Дмитриевича |
| Василий II Васильевич Тёмный (повторно) |         | 1415—1462       | 1445—1446      | |
| В 1446 году Дмитрий Шемяка повторно захватил великокняжеский престол. В этот период на монетах великого князя появилась надпись «Господарь всея земли Русской». Таким образом, возможно, Дмитрий Юрьевич стал первым в истории Москвы великим князем, употребившим в качестве официального титула на своих монетах сочетание «Господарь земли русской». После Дмитрия Шемяки титул «господарь всея Руси» носили все остальные правители Московского государства. |         |                 |                | |
| Государи всея Руси |         |                 |                | |
| Дмитрий Юрьевич Шемяка (повторно) |         | нач. XV в.—1453 | 1446—1447      | Господарь земли Русской |
| Василий II Васильевич Тёмный (повторно) |         | 1415—1462       | 1447—1462      | |
| Иван III Васильевич |         | 1440—1505       | 1462—1505      | |
| Василий III Иванович |         | 1479—1533       | 1505—1533      | |
| Иван IV Васильевич Грозный |         | 1530—1584       | 1533—1547      | с 1547 года — Царь и великий князь всея Руси |